# Pfad des Kriegers
Pfad des Kriegers (Originaltitel: Redbad) ist ein epischer Abenteuerfilm von Roel Reiné, der am 28. Juni 2018 in die Kinos in den Niederlanden kam. Das historische Epos handelt von der Christianisierung und den alten Legenden rund um Radbod, den König der Friesen, der zur Zeit des Wechsels vom 7. zum 8. Jahrhundert über das zu dieser Zeit noch vollständig unabhängige Großfriesische Reich herrschte. Im Film tritt Radbod in den Kampf mit den Franken, nachdem diese die wichtigste friesische Stadt erobert und den friesischen König Aldgisl besiegt hatten.

## Handlung

Das friesische Reich zu Radbods Zeiten

Um das Jahr 700 herum ist Nordeuropa in zwei Welten geteilt. Einerseits die antiken Friesen, die Sachsen und die Dänen, andererseits die Franken, die erreichen wollen, was selbst den Römern nicht gelungen ist: ganz Europa beherrschen. Ihre neue Waffe, um die Heiden zu unterwerfen, ist das Christentum. Das wichtigste Handelszentrum Europas in Dorestad wird von dem friesischen König Aldgisl regiert. Sein Sohn Radbod hält von den heidnischen Ritualen seines Volkes nicht viel. Er gerät mit seinem Vater in Streit, als seine Freundin Fenne dazu bestimmt wird, den Göttern geopfert zu werden.
Während des Opferrituals greifen die Franken Dorestad an. Die Friesen verlieren die Stadt und fliehen nach Wijnaldum. Radbods Onkel Eibert ergreift die Macht. Er macht Radbod nicht nur für die Niederlage verantwortlich, sondern auch für den Tod seines Vaters, des bisherigen Königs. Auf einem Floß gefesselt, wird Radbod zum Sterben dem Meer übergeben. Radbod jedoch überlebt und gelangt nach Dänemark, wo er von den Wikingern nach und nach akzeptiert wird. Er lernt die Stärke seiner eigenen Kultur kennen, und nachdem er mit den Wikingern Seite an Seite gegen ihre Rivalen, die Svear, gekämpft hat, heiratet er Frea, die Tochter von König Wiglek, die Radbod einen Sohn gebiert.
Als ein fahrender Händler oder Bote in seinen Ort kommt, erzählt dieser, die Friesen hätten nun einen Weg gefunden, mit den Franken einen stabilen Frieden zu schließen: Sinde, Radbods Schwester, soll mit Karl, einem Sohn des fränkischen Hausmeiers Pippin, verheiratet werden. Radbod bricht sofort mit Frau und Kind per Schiff nach Dorestad auf, von wo es mit Pferden weiter nach Reims, der merowingischen Königsstadt, geht. Während einer Messe sieht Radbod, wie Bischof Willibrord seine Schwester gewaltsam bekehrt und erniedrigt. Radbod schwört, sie zu befreien, doch kann er das nicht alleine. Die Armee seines Onkels Eibert und seines Vetters Jurre, der jetzt an der Macht ist, scheint nicht stark genug zu sein, um die Franken zu besiegen.

## Historischer Hintergrund

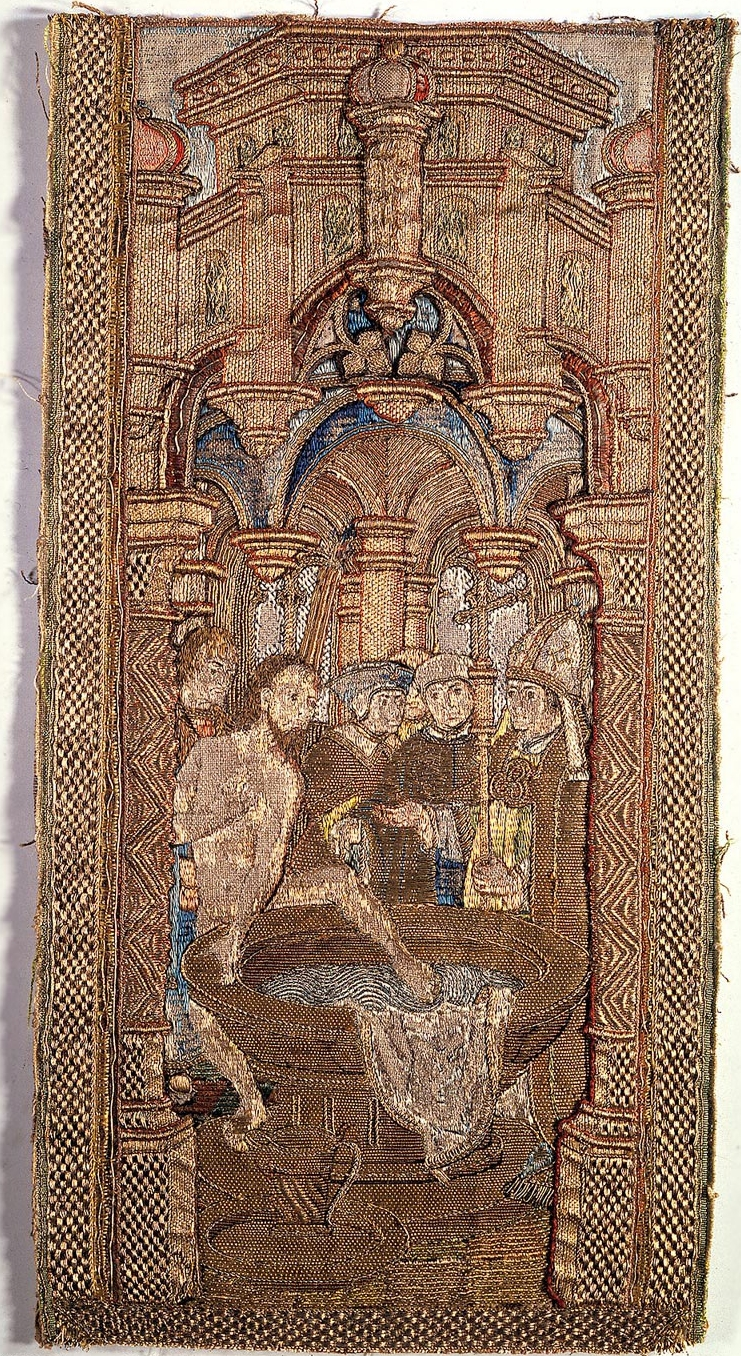
Stickerei der Darstellung der Legende, in welcher der friesische König Radbod bereit ist, durch Wulfram getauft zu werden

Radbod (auch Redbad) war ein König der Friesen, der von 679 bis 719 aus den Residenzen Utrecht und Dorestad heraus herrschte. Da die Quellenlage über sein Leben und Wirken dürftig ist, lassen sich viele Aussagen über Radbod nicht schlüssig belegen und fallen in den Bereich der Legende. Mit dem Versuch, gegenüber den rivalisierenden Franken Frieslands Eigenständigkeit zu erhalten und dem damit verbundenen vehementen Widerstand gegen die fränkischen Missionierungs- und Christianisierungsbemühungen hinterließ Radbod einen nachhaltigen Eindruck in der friesischen Bevölkerung. Radbods Herrschaftsbereich erstreckte sich über einen breiten Küstenstreifen der Nordsee vom Flusse Sinkfal bei Brügge bis zur Weser. Das Kerngebiet des Reiches befand sich zwischen dem heutigen IJsselmeer und der Ems.
Im Übrigen handelt es sich nicht um einen Dokumentarfilm, der möglichst wahrheitsgetreu den heutigen Forschungsstand entlang einer spannenden Episode darstellen möchte. Sowohl die historischen Zusammenhänge, als auch die Handlungen der Personen, das Alltagsleben, Kampfweise und Bewaffnung und Ausrüstung sind größtenteils anachronistisch oder gehören nicht in den Raum, in dem sie dargestellt oder genutzt werden (z. B. Burg Bouillon als Anachronismus, Franziska als Waffe bei den Wikingern).

## Produktion

### Stab und Finanzierung
Der Film wurde von Klaas de Jong produziert. Regie führte Roel Reiné. Nach einigen Spielfilmen in den Niederlanden, darunter der preisgekrönte Action-Film The Delivery, für den er als bester Regisseur mit dem Goldenen Kalb ausgezeichnet wurde, war Reiné 2005 nach Los Angeles gezogen und drehte hier in acht Jahren 14 US-amerikanische Spielfilme für die großen Studios mit vielen internationalen Stars, so zuletzt Iron Fists 2 mit RZA, Seal Team Eight mit Tom Sizemore, Dead in Tombstone mit Mickey Rourke, Scorpion King: Battle for Redemption mit Ron Perlman und Billy Zane und die zwei Fortsetzungen von Death Race mit Sean Bean und Ving Rhames. Das Drehbuch stammt von Alex van Galen.

### Besetzung, Stunts und Kostüme
Die Hauptrolle des Radbod wurde mit dem niederländischen Schauspieler Gijs Naber besetzt, der in Vorbereitung auf seine Rolle mit der Stunt-Legende Seng Kawee traditionelle Kampftechniken trainierte. Huub Stapel übernahm die Rolle seines Vaters König Aldgisl. Jonathan Banks spielt in Redbad die Rolle von Pippin, dem gnadenlosen Hausmeier der merowingischen Franken.
Die Kostüme schuf Martina Fehmer.

### Dreharbeiten und Ausstattung

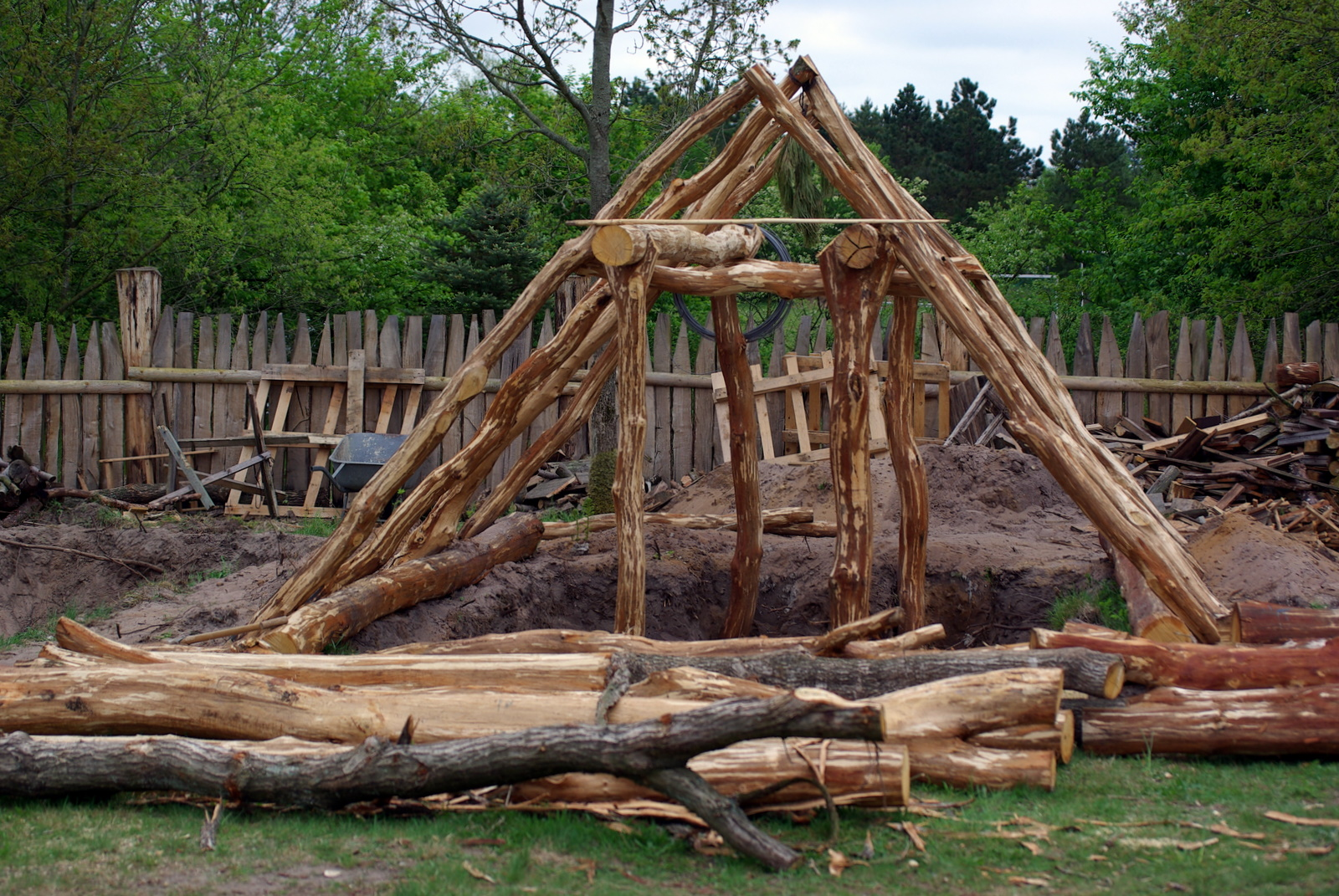
Im September 2017 drehte man im Wikingerdorf Valsgaard in Wallsbüll

Die Aufnahmen für den Film fanden innerhalb und außerhalb der Niederlande statt. Zum Beispiel fanden Aufnahmen im PreHistorisch Dorp in Eindhoven, aber auch in den Alde Feanen in der niederländischen Provinz Friesland statt. Darüber hinaus fanden Aufnahmen in der belgischen Burg Bouillon, in Dänemark und in Deutschland statt, hier von 21. bis 24. September 2017 im Wikingerdorf Valsgaard in Wallsbüll. Die Dreharbeiten wurden nach 42 Drehtagen am 19. November 2017 beendet. Als Kameramann fungierte der Regisseur selbst.
Die Szenen in Wallsbüll sollen keine Kämpfe sein, sondern die Situation wiedergeben, wie Radbod und seine Leute ankommen, nachdem sie von den Franken besiegt wurden und in dem Dorf Kraft sammeln, um sich zu wehren. Für die Dreharbeiten in Wallsbüll wurden 60 bis 100 Komparsen pro Tag benötigt. Das Filmteam hatte 25 Pferde mit nach Wallsbüll gebracht.
Für die Ausstattung zeichnete Maikel Nijnuis verantwortlich. Trotz weniger Erfahrungen hatte der Nachwuchsszenenbildner, der eigentlich als Regisseur und Drehbuchautor tätig ist, Reiné und die Produzenten von seinen Idee überzeugen können. Die Produktionskosten beliefen sich auf rund 7 Millionen Euro.

### Filmmusik und Veröffentlichung
Die Musik wurde von dem kanadischen Filmkomponisten und Musikproduzenten Trevor Morris komponiert, der zuvor mit den Komponisten James Newton Howard und Hans Zimmer zusammengearbeitet hatte und für seine Arbeit an den Fernsehserien The Tudors und The Borgias jeweils mit einem Emmy ausgezeichnet wurde.
Anfang April 2018 wurde ein erster Trailer zum Film vorgestellt. Zur gleichen Zeit wurde bekannt, dass die Veröffentlichungsrechte an die chinesische Star-D Group, Ozen Film aus der Türkei, an Cross Median für die Gemeinschaft Unabhängiger Staaten, an Karpat Media aus Rumänien und Media Squad für Polen, die Tschechische Republik, die Slowakische Republik und Ungarn verkauft wurden. Splendid Film brachte den Film am 28. Juni 2018 in die niederländischen Kinos. Es handelt sich dabei um den ersten niederländischen Film, der im 4DX-Format veröffentlicht wurde.